# 오거스타 타이거스
오거스타 타이거스(Augusta Tigers)는 미국 조지아주 오거스타를 연고지로 했던 마이너 리그 베이스볼 팀이다. 1884년에 창단되어 조지아 스테이트 리그, 서던 리그, 사우스 애틀랜틱 리그, 팔메토 리그 등의 다양한 리그에 참여했다.

## 역대 주요 선수
- 타이 콥
- 피트 애플턴
- 짐 배그비 시니어
- 클린트 코트니
- 제리 데니
- 프레드 글래딩
- 돈 헤프너
- 랠프 하우크
- 맷 킬로이
- 월리 모지스
- 조 페이지
- 냅 러커
- 개비 스트리트
- 밥 스위프트
- 존 트시토리스
- 커트 워커
- 루브 워커